# توکای جنگلی
توکای جنگلی (نام علمی: Turdus lherminieri) گونهای از پرندگان خانواده توکایان است. از نظر تاریخی تنها گونه در سردهٔ Cichlherminia بود، با این حال AOU این گونه را در سال ۲۰۰۹ در سردهٔ Turdus طبقه‌بندی کرد.
نابودی زیستگاه آن را تهدید می‌کند.